# Nicolaus Oemler
Nicolaus Oemler, auch Nikolaus Oemler, Nikolaus Öhmler der Ältere, (* 1475 oder 1480 in Piskaborn; † 8. April 1555 in Mansfeld) war ein deutscher Unternehmer und enger Vertrauter und Schwager Martin Luthers. Er ist der Vater des deutschen Reformators Georg Aemilius.

## Leben
Bereits seit frühester Jugend verband Nicolaus Oemler eine Freundschaft zu Martin Luther, den dieser in der Stadt Mansfeld gelegentlich auf seinen Armen zur Schule getragen hat. Aus der Kinderfreundschaft wurde später eine Verwandtschaft, da Nicolaus Oemler in erster Ehe eine Schwester von Luther heiratete. Nach deren Tod schloss Oemler mit Anna Reinicke, der Tochter des Bergvogts Peter Reinicke und Schwester von Hans Reinicke, eine zweite Ehe. Neben Georg hatten beide auch noch die Söhne Nicolaus Öhmler den Jüngeren sowie Philipp und Valentin Öhmler (Oemler). Als sein Sohn den Familiennamen in Aemilius latinisierte, war er, der auch des Lateinischen mächtig war, darüber nicht glücklich.
Gemeinsam mit Hans Reinicke war er mehrfach als Mittelsmann zwischen den Grafen von Mansfeld und den Grafen zu Stolberg tätig, was vor allen Dingen umfangreiche Geldgeschäfte betraf. Dazu weilten sie mehrfach auf den Messen und Märkten in Leipzig und Naumburg (Saale). Oemlers Sohn Georg trat 1553 als Superintendent in den Dienst des Grafen Botho zu Stolberg.

## Ehrungen
In der Georgskirche in Mansfeld ist ein Fenster mit der Abbildung von Nicolaus Oemler verziert.